# Soy Rock
Soy Rock es una revista dedicada al rock argentino. Fundada en mayo de 2004 por Mariano Lucano, Ingrid Beck y Pablo Marchetti, editores de Barcelona, y con el apoyo económico de la productora PopArt Music, se publicó regularmente hasta 2011. Su director era Fernando Sánchez, con Miguel Mora como jefe de redacción, Marianela Insua Escalante, Pablo Mileo y Miguel Prenz como redactores, y Pepe Cáceres como fotógrafo.  
Entre 2003 y 2016 se publicaron bajo la marca Soy Rock una diversa variedad de trabajos discográficos de artistas como La Renga, Ratones Paranoicos, La Portuaria y Memphis La Blusera, entre otros, además de álbumes recopilatorios de artistas emergentes.
En 2008, Miguel Prenz se convierte en editor y Cecilia Salas se incorpora como fotógrafa; Miguel Mora deja su puesto como jefe de redacción. En 2011, la revista deja de publicarse.
En marzo de 2014, el Grupo Activos Medios reedita la publicación, con Pablo Mileo como director, Marianela Insua Escalante como editora, Leo Ros como jefe de redacción y Pepe Cáceres como fotógrafo.
En agosto de 2014, la revista comienza a distribuirse gratuitamente en la ciudad de Buenos Aires.
Desde 2015, Soy Rock deja de publicarse en papel y se convierte exclusivamente en un medio digital, desde el sitio web revistasoyrock.com.ar. Pablo Mileo, Marianela Insua Escalante y Leo Ros integran el consejo de dirección. A partir de 2019 su sitio web oficial cambia a revistasoyrock.com.

## Secciones
- Maxikiosco: noticias breves con información de artistas nacionales e internacionales.
- Nombres propios: listado en el que músicos presentan sus consumos culturales predilectos.
- Comentemos sin saber: análisis grupales, de bajo nivel de profundidad, sobre los últimos lanzamientos de discos.
- Mi garage: entrevistas en las salas de ensayo de los artistas.
- Ranking: "top ten" de canciones más exitosas en radios y canales de televisión.